# Lý Khải Hinh
Lý Khải Hinh (tiếng Trung: 李凱馨, tiếng Anh: Eleanor Lee, sinh ngày 12 tháng 10 năm 1999) là nữ diễn viên, ca sĩ và người mẫu người Singapore gốc Đài Loan hiện đang hoạt động tại Trung Quốc. Năm 2015, Lý Khải Hinh gia nhập showbiz nhờ đóng vai chính trong đoạn phim quảng cáo điện thoại di động của Apple "The Old Record", sau đó chuyển hướng công việc sang Trung Quốc, bắt đầu đóng phim truyền hình và phát hành mini album đầu tiên "Li Kaixin" vào năm 2018.

## Tiểu sử
Lý Khải Hinh được sinh ra tại Đài Bắc, Đài Loan, có mẹ là nghệ sĩ của Mediacorp Quyền Di Phượng và bố là cựu nghệ sĩ Du Hoành Vinh. Vào ngày 3 tháng 1 năm 2009, bố mẹ cô ly hôn, cô được mẹ chăm sóc sau khi bố mẹ quyết định chia tay trong hòa bình. Vài năm sau họ có gặp lại nhau, chúc phúc cho nhau và quyết định cắt đứt liên lạc. Sau đó, cô được nhà tạo mẫu tóc Lý Vinh Đạt nhận làm con gái đỡ đầu. Trong bữa tiệc sinh nhật lần thứ 14 của mình do Lý Vinh Đạt tổ chức, cô đã tuyên bố mang họ Lý, họ của cha đỡ đầu. Vào ngày 2 tháng 11 năm 2019, có tin rằng bố mẹ ruột của cô đã hòa giải và giữ mối quan hệ bạn bè.
Lý Khải Hinh từng học tại Trường Tiểu học Đạo Nam trước khi theo học tại Trường Quốc tế Nexus. Cô là người mẫu cho Sản phẩm chăm sóc tóc Addyli (Addyli Hair Care Product) do Lý Vinh Đạt sáng lập trước khi trở thành diễn viên. Vào tháng 7 năm 2017, cô được nhận vào Học viện Điện ảnh Bắc Kinh.

## Sự nghiệp
Vào năm 2014, chi nhánh Trung Quốc của Apple đã thử giọng để tìm người đóng vai nữ chính trong bộ phim nhỏ của họ,"The Old Record", nhưng không thể tìm được một ứng cử viên phù hợp. Lý Vinh Đạt tình cờ biết được tin tức và đề nghị con gái Lý Khải Hinh thử vai cho vai diễn này. Cuối cùng, cô đã được chọn. Khi "The Old Record" được phát hành vào ngày 2 tháng 2 năm 2015, cô đã thu hút được sự chú ý rất lớn từ công chúng, và sau đó đã được ký hợp đồng với Công ty TNHH Truyền thông Ngôi sao Mùa hè Bắc Kinh
Kể từ đó, Lý Khải Hinh liên tục tham gia vào việc quay quảng cáo và phim truyền hình ở Trung Quốc, và năm 2015, cô được Cao Dun chọn đóng vai phiên bản trẻ hơn của nhân vật Xu Lu trong Tribes and Empires: Storm of Prophecy. Vào tháng 11 năm 2015,Khải Hinh hợp tác với Wu Qiang, sản xuất hai tác phẩm nghệ thuật sẽ được bán với giá $ 13,500 mỗi tác phẩm. Sau đó, cô phát hành bài hát đầu tiên của mình, "Qing Yun Zhi" với Wu Junyu, là bài hát chủ đề của Khát vọng cao quý.
Vào tháng 3 năm 2017, Khải Hinh đóng vai chính là một trong những nhân vật chính trong "Solaso Bistro"(Nhà hàng rắc rối), dựa trên bộ phim truyền hình Nhật Bản A Restaurant with Many problems. Vào tháng 6 năm 2017, cô được chọn vào vai nữ chính trong bộ phim truyền hình Trung Quốc, Nhân viên an ninh nước ngoài, cùng với Leon Lai. Vào tháng 9 năm 2017, Khải Hinh đóng vai nữ chính trong bộ phim truyền hình vườn trường "Lớp Trưởng Đại Nhân". Vào tháng 10 năm 2017, cô phát hành đĩa đơn đầu tiên, "Cô gái đó". Cô tiếp tục phát hành thêm hai đĩa đơn cùng năm; "Ink Pen and Eraser", cũng như đĩa đơn tự sáng tác có tựa đề "Hãy bên nhau".
Năm 2018, Lý Khải Hinh được chọn tham gia bộ phim giả tưởng Trung Quốc "My Poseidon"(yêu anh thần biển cả) cùng với nam diễn viên Trương Vân Long, tiếp theo là bộ phim truyền hình thanh thiếu niên "Blowing in the Wind"(Gió lớn thổi qua) cùng với Hình Chiêu Lâm.
Năm 2020, cô vào vai Nhiếp Tiểu Thiến trong "Thiện nữ u hồn", được chuyển thể từ bộ phim kinh điển cùng tên năm 1987.  Cô cũng đóng vai chính trong bộ phim tình cảm dành cho giới trẻ "Noãn Noãn xin chỉ giáo nhiều hơn" và bộ phim lãng mạn lịch sử Sơn trại tiểu manh chủ.

## Danh sách phim

### Điện ảnh
| Năm phát hành | Tên phim            | Tiếng Trung      | Vai diễn         | Ghi chú         |
| ------------- | ------------------- | ---------------- | ---------------- | --------------- |
| 2020          | Tân thiện nữ u hồn  | 倩女幽魂：人间情 | Nhiếp Tiểu Thiến | Phim chiếu mạng |
| TBA           | Kỵ binh giấy        | 纸骑兵           | Thanh Thanh      |                 |
| TBA           | Trò chơi California | 加州游戏         | Nicole           |                 |

### Truyền hình
| Năm phát hành | Tên phim                               | Tiếng Trung     | Vai diễn               | Ghi chú |
| ------------- | -------------------------------------- | --------------- | ---------------------- | ------- |
| 2010          | Magic Vision                           | 魔幻视界        | Irene Chan (lúc nhỏ)   |         |
| 2017          | Nhà hàng rắc rối                       | 问题餐厅        | Viên Thiên Giai        |         |
| 2017          | Lớp trưởng đại nhân                    | 班长大人        | Diệp Mộc Thê           |         |
| 2017          | Cửu châu hải thượng mục vân ký         | 九州·海上牧云记 | Tô Ngữ Ngưng (lúc trẻ) |         |
| 2018          | Cán bộ an ninh hải ngoại (Mạc ngữ giả) | 非常营救        | An Đạt                 |         |
| 2019          | Thần Poseidon của tôi                  | 我的波塞冬      | An Phi                 |         |
| 2019          | Gió lớn thổi qua                       | 强风吹拂        | Lâm Phong              |         |
| 2020          | Noãn Noãn, xin chỉ giáo nhiều hơn      | 暖暖请多指教    | Lưu Noãn Noãn          |         |
| 2020          | Sơn trại tiểu manh chủ                 | 山寨小萌主      | Lưu Ngọc Dao           |         |